# 5023 Агапенор
5023 Агапенор (лат. Agapenor, дав.-гр. Ἀγαπήνωρ) — типовий троянський астероїд Юпітера, що рухається в точці Лагранжа L4, на 60° попереду планети. Астероїд був відкритий 11 жовтня 1985 року американським астрономом Керолін Шумейкер в Паломарській обсерваторії і названий на честь Агапенора, одного з героїв Троянської війни.
Фотометричні спостереження, проведені в 2009 році, дозволили отримати криві блиску цього тіла, з яких випливало, що період обертання астероїда навколо своєї осі дорівнює 5,4020±0,0017 годин, зі зміною блиску в міру обертання 0,12±0,01 m.